# Jason Stanford
Jason Stanford, né le 23 janvier 1977 à Tucson (Arizona) aux États-Unis, est un ancien joueur américain de baseball qui évolua en Ligue majeure de baseball comme lanceur partant entre 2003 et 2007. Il commence une carrière d'analyste sportif à la télévision en 2009.

## Carrière
Étudiant à l'Université de Caroline du Nord à Charlotte, Jason Stanford est recruté comme agent libre amateur par les Indians de Cleveland le 16 novembre 1999. Il débute en Ligue majeure le 6 juillet 2003.
Devenu agent libre à la fin de la saison 2007, il signe chez les Nationals de Washington, les Indians de Cleveland, puis les Cubs de Chicago mais se contente d'évoluer en Triple-A lors de l'année 2008.